# Деобе
Деобе су роман Добрице Ћосића из 1961. године. Ово дело награђено је Ниновом наградом за 1961.

## Увод
Добрица Ћосић започео је свој књижевни рад романом Далеко је сунце 1951. године, у коме евоцира своје ратничко искуство из Народноослободилачке борбе и слика моралну и психолошку кризу личности у условима рата. Док је овај роман за садржину имао најсвежије догађаје националне историје, други роман Корени (из 1954) узима грађу из стварности Србије с краја 19. века. То је слика раскола у једној патријархалној породици, али и слика раскола у народу. Овде је Ћосић пажљивом психолошком анализом разоткрио менталитет србијанског села, уочио зачетке и узроке политичких превирања, предочио неколико упечатљивих ликова из породица Катић и Дачић у измишљеном селу Прерову.
Романом Деобе 1961. Ћосић се поново враћа Другом светском рату у Србији. Средишња тема је деоба у народу на партизане и четнике и последице ове поделе. Са уметничког становишта, овај роман доноси низ новина: доминацију унутрашњег монолога, испољавање масе као књижевног јунака у облику полилога (вишегласног дијалога), уношење документарног материјала, стилску разноврсност и слојевиту лексику.

## Тема
На први поглед то је историјски роман са темом о четничком равногорском покрету у Србији, о његовом путу од компромисне сарадње са партизанима у првим устаничким данима 1941. па све до његове војне, историјске и моралне капитулације. У тај временски оквир од неколико година писац је уградио најтипичније појаве и видове српског четништва у његовој контрареволуционарној акцији. Илустрован пажљиво одабраним догађајима, српски националистички покрет и четништво у Другом светском рату насликани су као очајничко опирање буржоаско-сељачке стихије, преплашене близином пролетерске револуције.
Међутим, Деобе су истовремено и социјални, ратни и психолошки роман, који описује и објашњава једну сложену националну појаву са дубоком коренима у прошлости и традицији. Ћосић истовремено тражи одговор на суштинска питања рата и револуције:
- Може ли се злочином ићи добру?
- Када, зашто и како долази до тога да се један национални мит дегенерише у злочин и самоуништење?
- Каква је улога младих генерација када се суоче са сазнањем о преживелости мита нације којој припадају?

Ћосићеве Деобе супротстављају српске романтичарске идеале и славне четничке традиције, засноване на вековној борби српских хајдука и комита за ослобођење од Турака, четничком држању у Другом светском рату: од служења диктаторском режиму Краљевине Југославије у насиљу над политичким противницима, до сарадње са окупатором у борби против свог народа.
У роману је јасно истакнута свесна и организована злоупотреба четника-сељака и војника- од стране буржоазије и предратних политичких партија у борби за власт против наступајућег комунизма.
Иако писан од стране Добрице Ћосића, одликованог партизанског борца и комунисте, роман не слика револуционаре, већ другу страну у грађанском рату, онолико објективно колико је то могуће из перспективе победника. Зато је равногорски покрет, иако је коренима био везан за једну позитивну националну традицију, историјски нужно закорачио у злочин и уништио се у својој контрареволуционарној борби против народа.
Пишчева храброст да 1961. проговори о традицијама Српства, православља и самодржавља на којима је у детињству и сам васпитаван, као и да трага за људским коренима једног суровог братоубилачког рата, дала је дело знатне историјске и уметничке вредности.
Реалистичким описима насиља и злочина сељачког, буржоаског и официрског четничког покрета у роману, Ћосић је дао одговор на егзистенцијално питање: национални мит губи свој морални значај када се окрене против властитог народа.

## Ликови
Тежећи да четништво прикаже што свестраније, Ћосић је своје ликове бирао и градио према њиховом социјалном пореклу и животном опредељењу, и тиме захватио све друштвене слојеве на које се ослањао равногорски покрет. Војвода Моравског одреда Урош Бабовић није случајно богати сељак и винарски трговац. У њему је представљено имућно српско сељаштво чијим је животом управљала глад за земљом и поседом. Мучен сусретом са младим комунистичким покретом у НОБ, чији морал оспорава човеково право на посед, војвода Урош Бабовић се очајнички бори и супротставља, да би на крају погубио и свог рођеног сина, заробљеног комунисту.
Бата Павловић је грађански политичар, са звучном докторском титулом донетом са париске Сорбоне. Приказан као колебљиви интелектуалац са комплексом инфериорности и несређеним породични животом, и уједно идеолог равногорског покрета, који верује да ће од средњовековног мита о српском православљу моћи да створи модерну националну идеологију, која треба да заодене четничко насиље у борби за власт против комунизма.
Мајор Коста Цветић, бивши југословенски официр, незадовољан је својим друштвеним положајем и животом уопште. Васпитаван на идеји верности династији и националистичкој етици, и истовремено против своје воље задивљен борбом партизана, он у бурним временима рата и револуције губи своја морална начела и од одличног војника претвара се у злочинца и немачког сарадника.
Сем ових, у роману се истичу и ликови православног монаха Гаврила и четничког кољача Љубише Дачића, бившег сеоског слуге, чију побожност, примитивизам и дивљу природу злоупотребљавају њихови господари.
Ћосић са изразитим даром и смислом гради своје књижевне слике српских сељака, њихове свести и природе. У менталитету његових сељака осећа се мрачан талог далеких средњовековних идеала, егоистичне побуде и снажни нагони-пре свега глад за земљом и страх од немаштине. Ти нагони дејствују стихијски, као слепе силе: Ћосић је сељаке често сликао у колективним покретима и акцијама, као у старим хоровима античке драме.

## Место у Ћосићевом стваралаштву
После кратког излета у експеримент са антироманом Бајка из 1966, Ћосић се враћа епској теми и пише историјски роман Време смрти који је објављиван од 1972. до 1979. у четири књиге. То је роман о Првом светском рату, широка фреска времена, догађаја и људских судбина. Настављајући причу о појединцима из породице Катића из села Прерова, започету у роману Корени, Ћосић исписује сагу о Србији која је доживела Голготу. Трилогијом Време зла (Верник 1984, Грешник 1985. и Отпадник 1986) која је политички роман, Ћосић наставља причу о појединцима из исте породице, али и о другим ликовима из романа Времена смрти. Тако је Временом смрти и Временом зла попуњена празнина између романа Корени и романа Деобе и остварена континуирана историја о Србији, Прерову и двема преровским породицама. Романом Време власти наставља се историја започета романом Корени.

## Значај
„Прва књига друге Србије”.

Теофил Панчић
„Једно од најзначајнијих дела српске књижевности после Другог светског рата, Ћосићеве Деобе су изазвале велику пажњу и читалаца и критике због своје тематског и формалног искорака у односу на тадашње књижевне токове. Наизглед историјска епопеја о равногорском покрету у Србији, роман је заправо метафора о поделама у историји и традицији српског народа, о судару револуције и злочина, националног мита и јужнословенских идеала, партизана и четника, сељачког и грађанског... Осим тематског преокрета у дотадашњој књижевности социјалистичког реализма, Деобе су се издвојиле и особеном композицијом, разгранатим унутрашњим монологом, вишегласјем као говором друштвених маса у улози главног јунака, интерполацијом документарног материјала, стилском разноврсношћу и лексичким богатством. Овим романом Ћосић је 1961. године постао добитник друге Нинове награде.
Деобе су акт интелектуалног поштења и спремности писца да се ухвати у коштац са пулсирајућом савешћу, својом или туђом. Потресна и узбудљива евокација катаклизме човека у рату и тегобних испаштања Србије.”

Милан Влајчић
„Деобе су дело које обележава једну епоху, еп и драма у исто време.”

Петар Џаџић
„Магична књига.”

Оскар Давичо 